# 3TV
3TV fue el proyecto de un canal de televisión abierta nacional privado en Chile propiedad del Grupo Copesa, del empresario Álvaro Saieh. Tomaba el nombre del sitio de televisión en línea del diario La Tercera: 3TV.
3TV buscaba enfocarse en programación basada en la cultura, la entretención, y la información veraz.
La propuesta del grupo de la familia Saieh se concretó luego de la compra del antiguo Canal 22 de Santiago en 2010 (actualmente llamado Televisión Regional de Chile). 
Finalmente, el 23 de septiembre de 2013 el grupo Copesa decidió suspender el proyecto luego de múltiples aplazamientos.

## Historia
En 2010, el canal 22 de Santiago, en ese entonces Más Canal 22, fue comprado y adquirido por Álvaro Saieh (Grupo Copesa), dueño del holding de radiodifusión Grupo Dial y de los diarios La Tercera, La Cuarta, La Hora, El Diario de Concepción y las revistas Paula y Que Pasa.
Alberto Luengo fue elegido como director de prensa de 3TV y Andrea Moletto asumió como directora de programación. Se esperaba que el canal iniciara sus transmisiones a mediados de 2013.
Se esperaba que la nueva señal abierta nacional iniciaría sus transmisiones en abril, la cual postergaron para julio, y luego para el 19 de agosto. Sin embargo, 3TV oficializaría sus transmisiones en septiembre, debido a retrasos con los permisos de las antenas repetidoras de la señal. Solo se encontraban resueltas las negociaciones para la retransmisión de la nueva señal por las cableoperadoras, no obstante no se supo qué frecuencias serían asignadas.
La nueva apuesta tendría programas como el late en la tarde llamado Mi show, conducido por Javiera Contador, quien también participaría en la versión chilena de la serie israelí In treatment protagonizado por Alfredo Castro. También tendría un programa humorístico de actualidad nacional denominado Vacaciones en Chernobyl, el informativo 3TV noticias con tres ediciones diarias presentadas por Marlén Eguiguren, Daniel Silva y Francisco Sagredo, además de series norteamericanas y europeas.
Finalmente, y luego de varios rumores, el 23 de septiembre de 2013, el directorio del grupo Copesa dirigido por Jorge Andrés Saieh confirmó la suspensión del proyecto: 

Grupo Copesa informa que ha decidido suspender temporalmente la salida al aire de su canal de televisión 3TV. Esta decisión se toma basada en un profundo estudio del mercado, las condiciones que enfrenta la industria en la actualidad y los nuevos desafíos que implica la digitalización.
Reiteramos nuestra convicción de continuar el camino para llevar a Grupo Copesa a ser el líder de producción de contenido en todos los formatos, y en transformarla en el grupo de medios más moderno de nuestro país. Agradecemos especialmente a todos quienes con su dedicación y compromiso confiaron en este proyecto y trabajaron por hacerlo posible.

La inversión de costo mensual del proyecto superaba los $400 millones entre los dos pisos arrendados en Ciudad Empresarial (Huechuraba), las remuneraciones de los 100 trabajadores con contrato indefinido, y el contrato y préstamo de implementos técnicos de cámaras por parte de CNN Chile.
La abrupta interrupción del proyecto televisivo tendría explicación en la crisis económica que ha afectado al grupo SMU durante el presente año, traducida en venta de acciones y propiedades con el objetivo final de salvar la empresa familiar. Finalmente, en agosto de 2016 el grupo Saieh decidió desprenderse definitivamente de las frecuencias que poseía (canales 27, 22, 56, 35 y 21 en Antofagasta, Santiago, Rancagua, Concepción y Temuco, respectivamente) para venderlas a CNC Inversiones (en abril ya había vendido el canal 57 de Valparaíso a Radio Carnaval).

## Rostros
- Eduardo de la Iglesia
- Francisco Sagredo
- Marlén Eguiguren
- Daniel Silva
- Javiera Contador
- Iván Guerrero Mena
- Juan Carlos Fau
- Werne Núñez
- Alfredo Castro
- Cony Stipicic
- Nicolás Vergara

## Directores ejecutivos
- Andrea Moletto (2013)

## Director de prensa
- Alberto Luengo Danon (2013)

## Eslóganes
- 2013: La TV cambió
- 2013: Queremos aire fresco